# キミ、メグル、ボク
「キミ、メグル、ボク」は、秦基博の4枚目のシングル。2008年4月23日に発売された。

## 解説
- 全作詞作曲は秦基博。編曲は松浦晃久（#1）、冨田恵一（#2）。
- 初回生産限定盤・オリジナル書き下ろしジャケット仕様限定盤・通常盤の3種類同時発売。
- 特定の店舗を対象に予約受注分限定特典としてオリジナルポケットカレンダーが封入。
- 初回限定盤には、2007年に出演したライブの中から選定された弾き語りパフォーマンスに加え、『Augusta Camp 2007』で大橋卓弥とコラボレーションした「そろそろいかなくちゃ」のライブ映像を収録したDVD付。
- オリジナル書き下ろしジャケット仕様限定盤はCD-EXTRA仕様で、相原琴子役の水樹奈々と入江直樹役の平川大輔によるナレーション入りのオープニングムービーと、ジャケットイラストの壁紙データがそれぞれ収録。
  - なお、九州地区ではTBS系列（e-JNN）各局へのネットまたは製作委員会を通じた系列外局への個別ネットで『イタズラなKiss』が地上波放送されず、かつ同系列のBS-i（現：BS-TBS）および独立系無料BS放送の日本BS放送（BS11）やワールド・ハイビジョン・チャンネル（Twellv→BS12トゥエルビ）での全国的に無料視聴が可能な遅れ放送もなく[注釈 1]、有料放送（初回放送はキッズステーションで実施）の契約者しか視聴できない状況だった一方、日本テレビ系列の『ブカツの天使』（第1期）で九州ブロック（テレビ大分を含み、長崎国際テレビ・テレビ宮崎を除く）[注釈 2]応援ソングとして使用されていたため（下記参照）、当該地域では、オリジナル書き下ろしジャケット仕様限定盤の場合、使用された番組（ブカツの天使）と関係のない収録内容やジャケットデザインとなる現象が起きた[注釈 3]。

## 収録曲
1. キミ、メグル、ボク
  - CBC・TBS系アニメ『イタズラなKiss』オープニングテーマ
  - 大塚製薬POCARI SWEAT presents 日本テレビ系列全国25局ネット番組『ブカツの天使』九州エリア応援ソング
  - 初のアニメ主題歌に起用された。
  - ビデオクリップでは、元ファッションモデルの寺本來可が出演しており、秦が兄役としても参加している。
  - なお、寺本は『ブカツの天使』九州エリア放送のパーソナリティーでもある。
2. 風景（Acoustic Session with 冨田ラボ）
  - 冨田恵一プロデュースによる、1stアルバム『コントラスト』収録曲のアコースティック･セッションバージョン。
  - ミニアルバム『僕らをつなぐもの プレミアム・エディション』に収録されている。
3. シンクロ（Live at 宮崎WEATHERKING）
  - 2008年1月18日にJOY FMの企画『NEW YEAR LIVE』に出演した際のライブ音源。
4. 僕らをつなぐもの（Live at 宮崎WEATHERKING）
  - 『NEW YEAR LIVE』に出演した際のライブ音源。
5. キミ、メグル、ボク（backing track）

## 初回特典DVD収録内容
- 『Live Selection 2007 〜弾き語りVer.〜』

1. 青（12月11日@SHIBUYA-AX）
2. 色彩（9月13日@SHIBUYA CLUB QUATTRO）
3. プール（12月27日@F.A.D YOKOHAMA）
4. 僕らをつなぐもの（3月22日@Shibuya O-WEST）
5. シンクロ（9月13日@SHIBUYA CLUB QUATTRO）
6. そろそろいかなくちゃ with 大橋卓弥（from スキマスイッチ） 〜Augusta Camp 2007より〜

## 特典DVD
- 購入者特典として、アコースティックライブ『GREEN MIND Vol.1』の模様をダイジェストで収めたDVD『HATA MOTOHIRO PREMIUM LIVE DVD』のプレゼントキャンペーンが行われた。
- ライブのタイトルにちなみ、緑色の紙ジャケット仕様となっている。
- この模様の完全版は、シングル「朝が来る前に」の初回限定盤付属のDVDに収録されている。

1. キミ、メグル、ボク
2. 鱗（うろこ）
3. 風景
4. トレモロ降る夜
5. 虹が消えた日
6. 僕らをつなぐもの with 上田禎 (pf)、四家卯大 (vc)